# 慈尊院

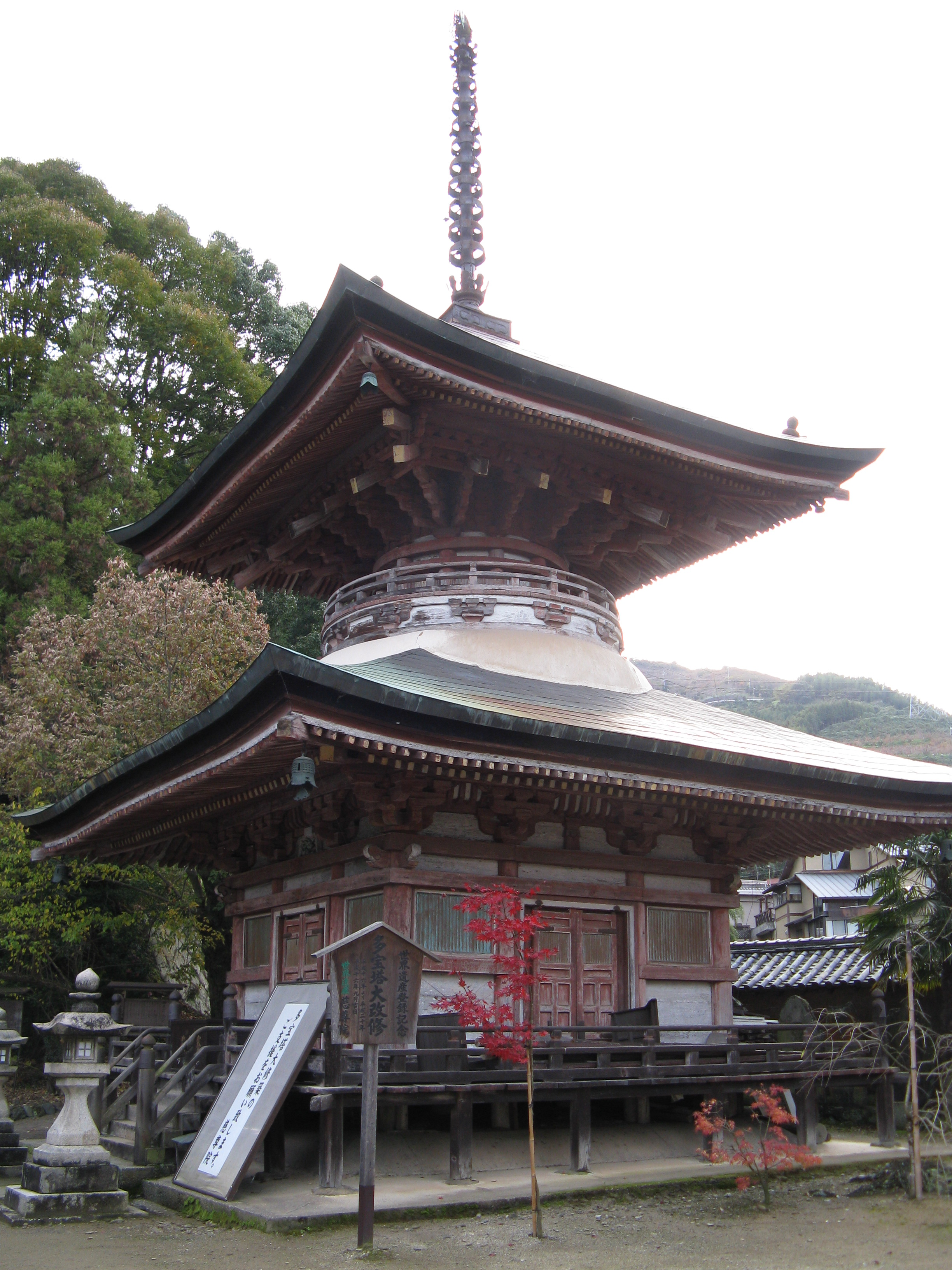
多宝塔

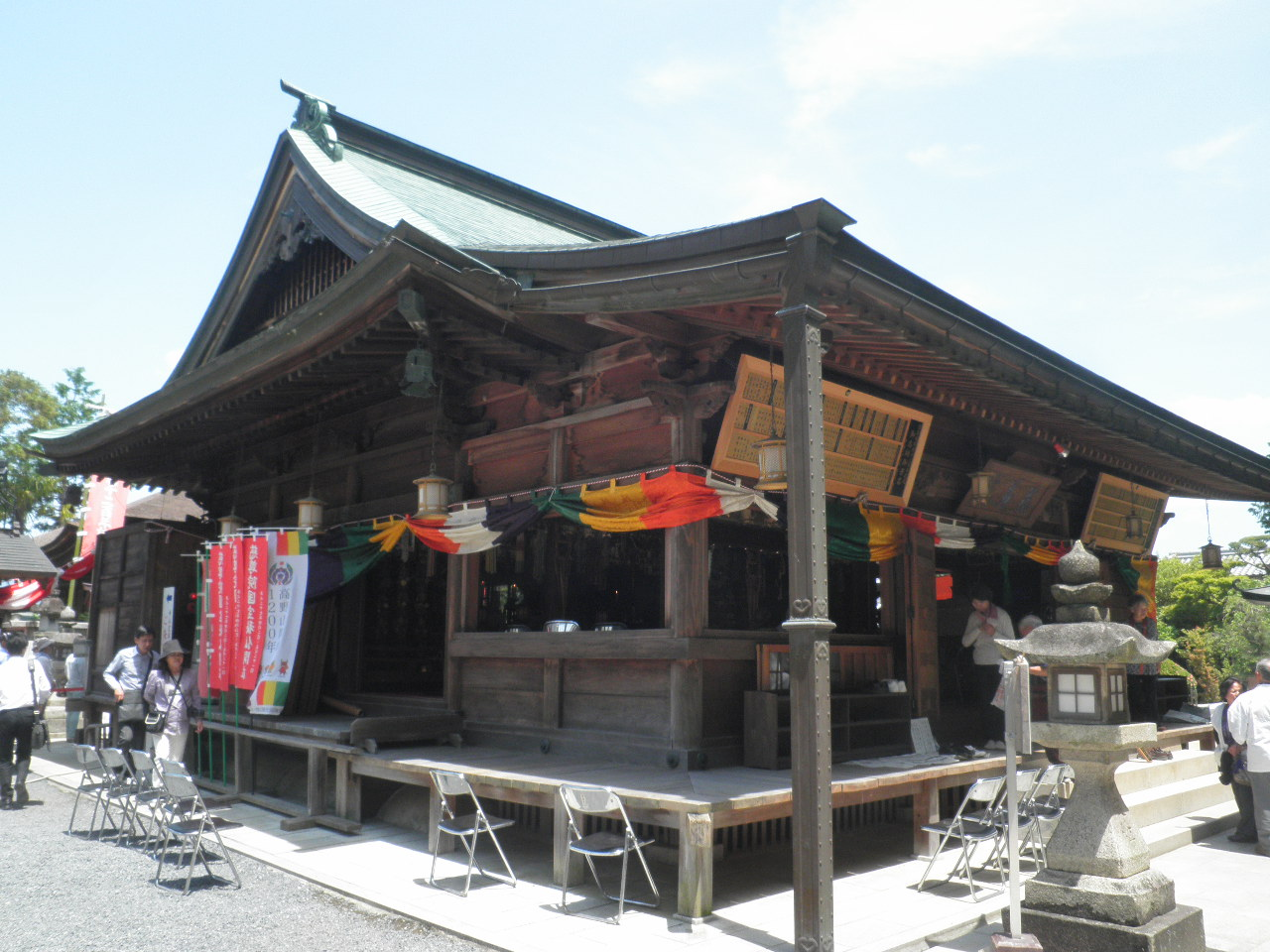
拝堂

慈尊院（じそんいん）は、和歌山県伊都郡九度山町慈尊院にある高野山真言宗の寺院。山号は万年山。本尊は弥勒仏（慈尊と呼ばれる）。高野山の政所として創建され、高野山町石道の登り口にある。
境内は、国の史跡「高野参詣道」を構成する「町石道」の一部として指定されている。本堂の弥勒堂は、ユネスコの世界遺産『紀伊山地の霊場と参詣道』の一部として登録されている。

## 歴史
空海（弘法大師）が真言密教の道場の根拠地を求め歩いて大和国宇智郡に入ったとき、そこで猟師の姿に扮した地主神・狩場明神（高野御子大神）に紀伊国にある霊地・高野山の存在を教えられた。狩場明神はその使いである白・黒二匹の犬に空海を高野山まで導かせた。この後、弘仁7年（816年）、空海は嵯峨天皇から高野山の地を賜った。そして、高野山参詣の要所に当たるこの九度山の雨引山麓に、高野山への表玄関として伽藍を創建し、高野山一山の庶務を司る政所（寺務所）を置いて、高野山への宿所ならびに冬期避寒修行の場である慈氏寺（慈氏とは弥勒仏のこと）を建立した。また、高野山の狩場明神とその母である丹生都比売大神も祀ることとし、慈氏寺の南側に丹生高野明神社（別名・神通寺）も設けた。慈氏寺の壇（弥勒の壇）と神通寺の壇（明神の壇）を合わせて慈尊院と呼ばれた。
高齢となった空海の母・阿刀氏（伝承では玉依御前）は、讃岐国多度郡（現・香川県善通寺市）から息子の空海が開いた高野山を一目見ようとやって来たが、当時高野山内は7里四方が女人禁制となっていたため、麓にあるこの政所に滞在し、本尊の弥勒仏を篤く信仰していた。空海はひと月に9度（正確に9度というわけではなく、それだけ頻繁にということの例えだといわれている）は必ず20数kmに及ぶ山道（高野山町石道）を下って政所にいる母を訪ねてきたので、この辺りに「九度山」という地名が付けられた。
空海の母は承和2年（835年）2月5日に死去したが、そのとき空海は弥勒仏の霊夢を見たので、廟堂を建立し自作の弥勒仏像と母公の霊を祀ったという。弥勒仏の別名を「慈尊」とも呼ぶことから、この政所は慈尊院と呼ばれるようになった。空海の母がこの弥勒仏を熱心に信仰していたため、入滅（死去）して本尊に化身したという信仰が盛んになり、慈尊院は女人結縁の寺として知られるようになり、女人の高野山参りはここ、ということで「女人高野」とも呼ばれている。
高野山の政所に関して「慈尊院」という名称が文献に現れた最も早い例は三条実行（藤原実行）の『鳥羽上皇高野御幸記』で、天治元年（1124年）、鳥羽上皇が当地に行幸し、慈尊院の由来について尋ねたことが記されている。
文明6年（1474年）、御廟を現在地に移す。天文9年（1540年）、紀ノ川の氾濫により慈尊院の堂舎は大半が流れてしまい、弥勒檀（現在地）に移転する。その際、高野山が政所の事務を山上に移し、当院の宝物も山上に移された。天文13年（1544年）7月、再び紀ノ川が洪水を起こし、残っていた移転前の建物は全て流された。
境内の南にある階段を上ると途中に町石・百八十町石があり、さらに上ると丹生官省符神社がある。
当院の絵馬は乳房型絵馬といい、絵馬に布製の乳房が付いている。

## 境内
- 本堂（弥勒堂、重要文化財） - 御廟とも呼ばれる。鎌倉時代後期の再建。桁行三間・梁間三間、一重、宝形造・檜皮葺。
- 拝堂
- 弘法大師像
- 高野山案内犬「ゴン」の像
- 鐘楼
- 合祀社 - 祭神：弁財天、稲荷明神
- 東門
- 庫裏
- 多宝塔（大日塔、和歌山県指定有形文化財） - 寛永元年（1624年）再建。
- 知貞母社 - 訶梨帝母像を祀る。
- 西門（和歌山県指定有形文化財） - 室町時代の再建。
- 大師堂（四国堂） - 弘法大師像の他、四国八十八箇所のそれぞれの札所の本尊を模した88体の像を祀る。
- 山門（北門、和歌山県指定有形文化財） - 室町時代の再建。
- 石段 - 丹生官省符神社への参道石段。

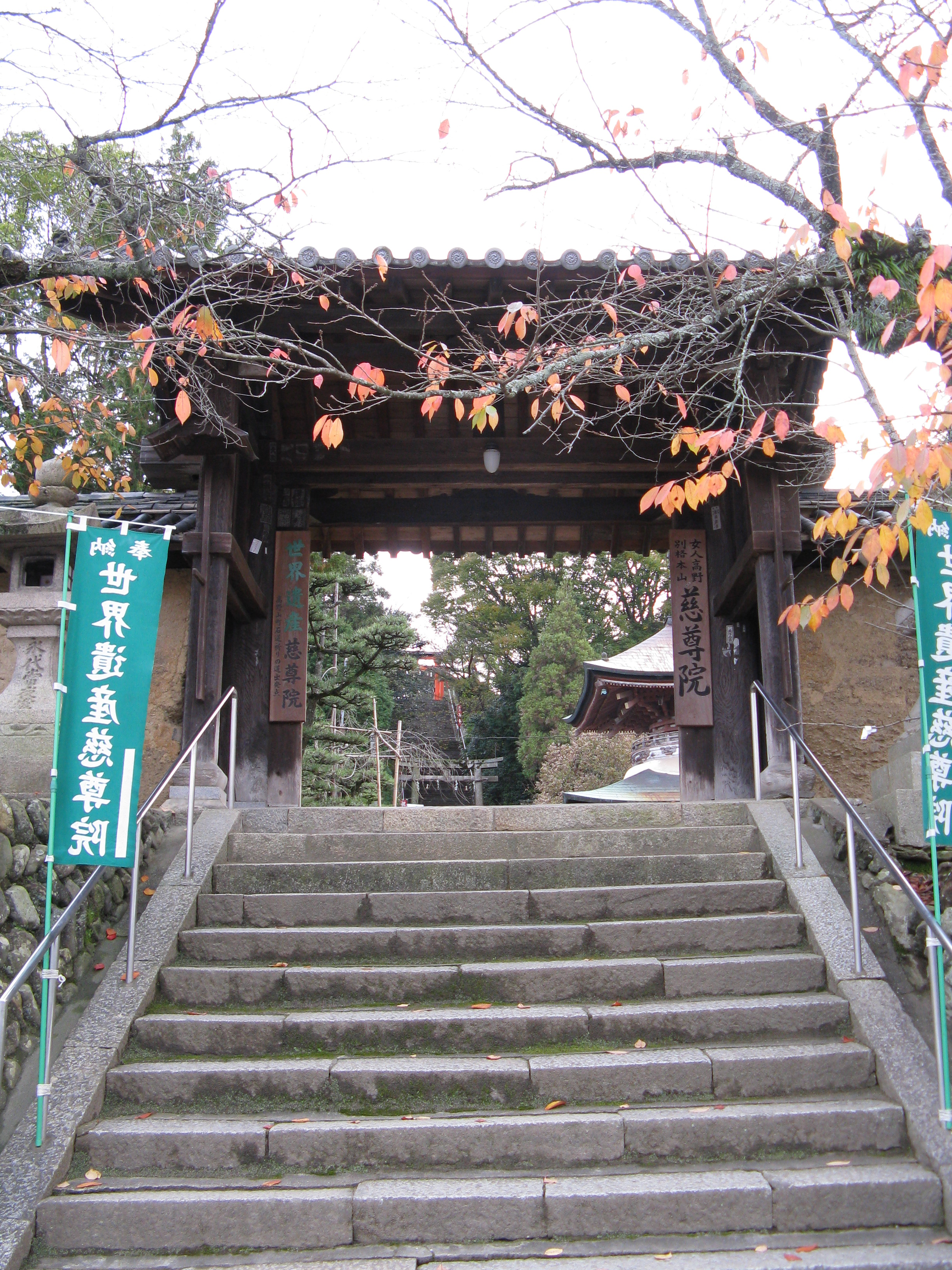
山門
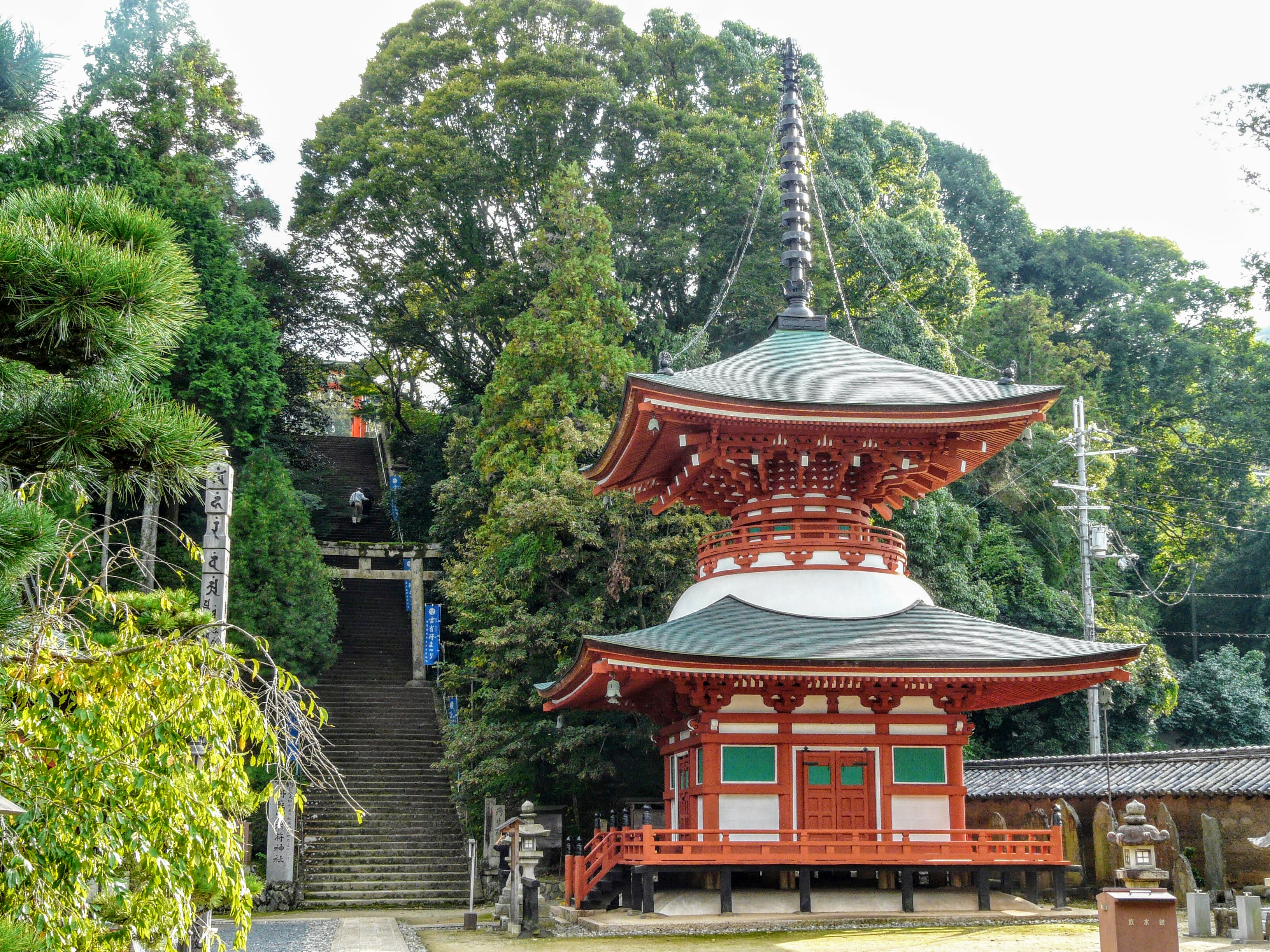
多宝塔の左方石段を登ると丹生官省符神社境内。途中の鳥居辺り右側方に百八十町石がある。
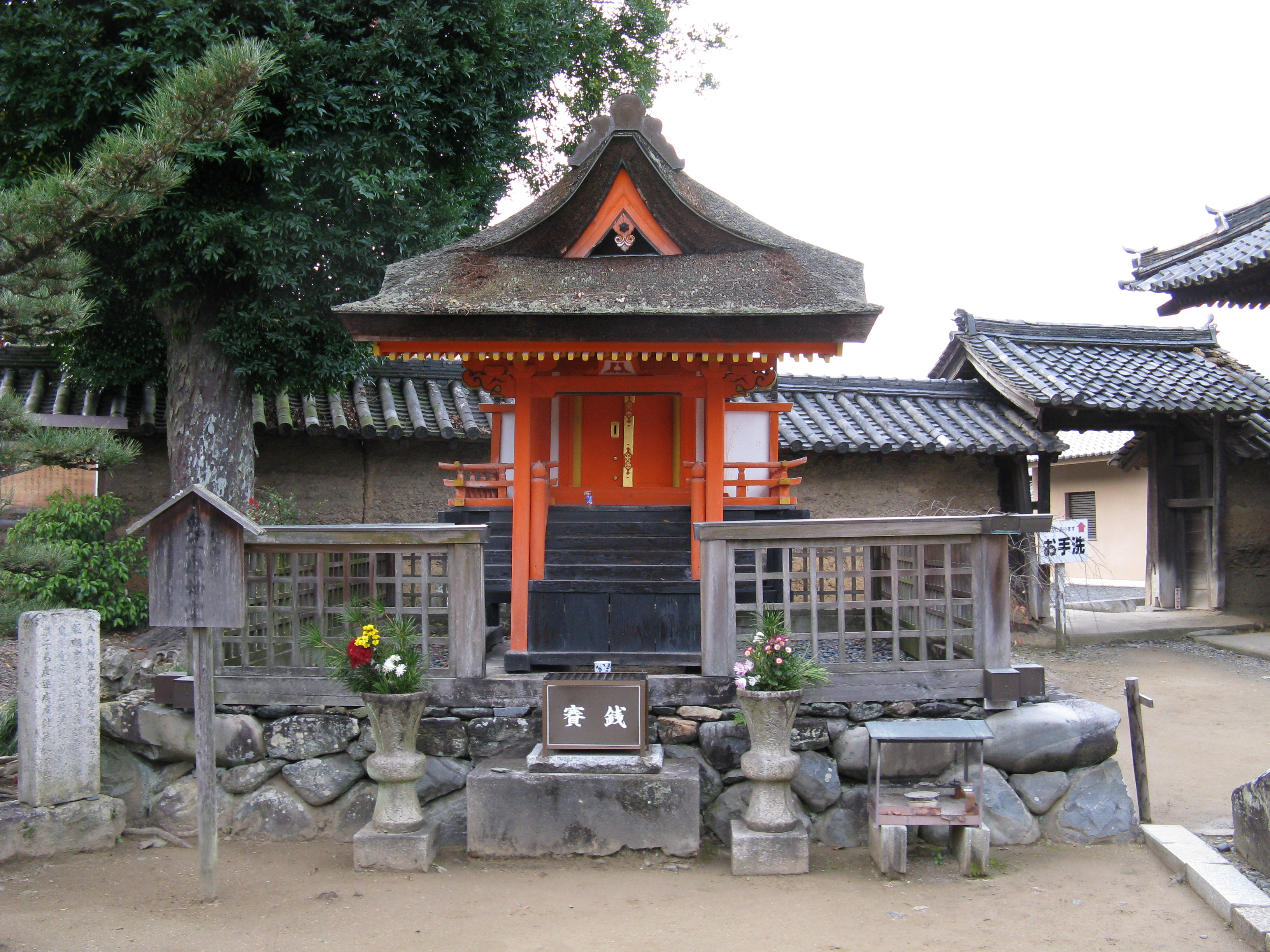
鬼子母神堂
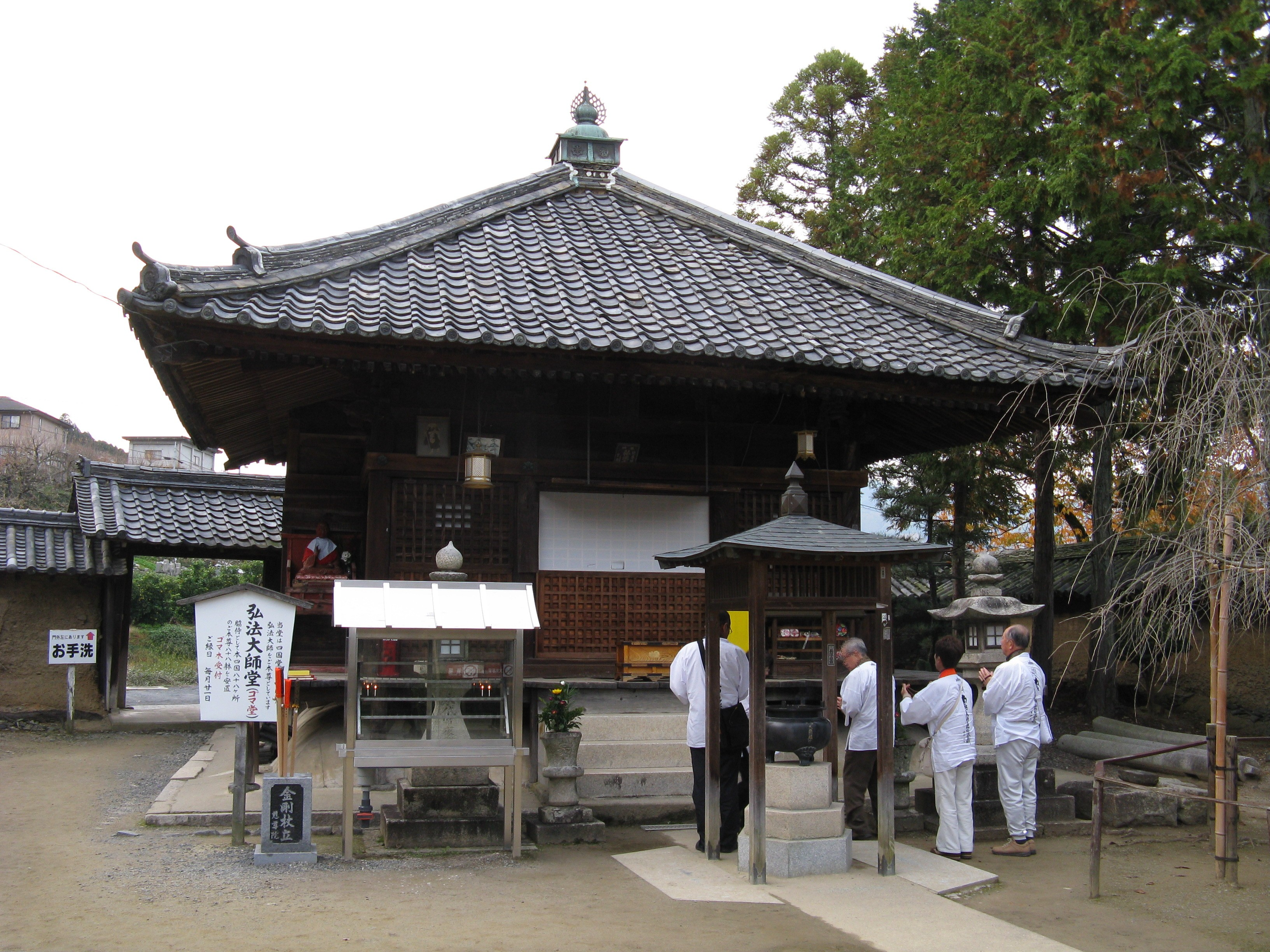
弘法大師堂
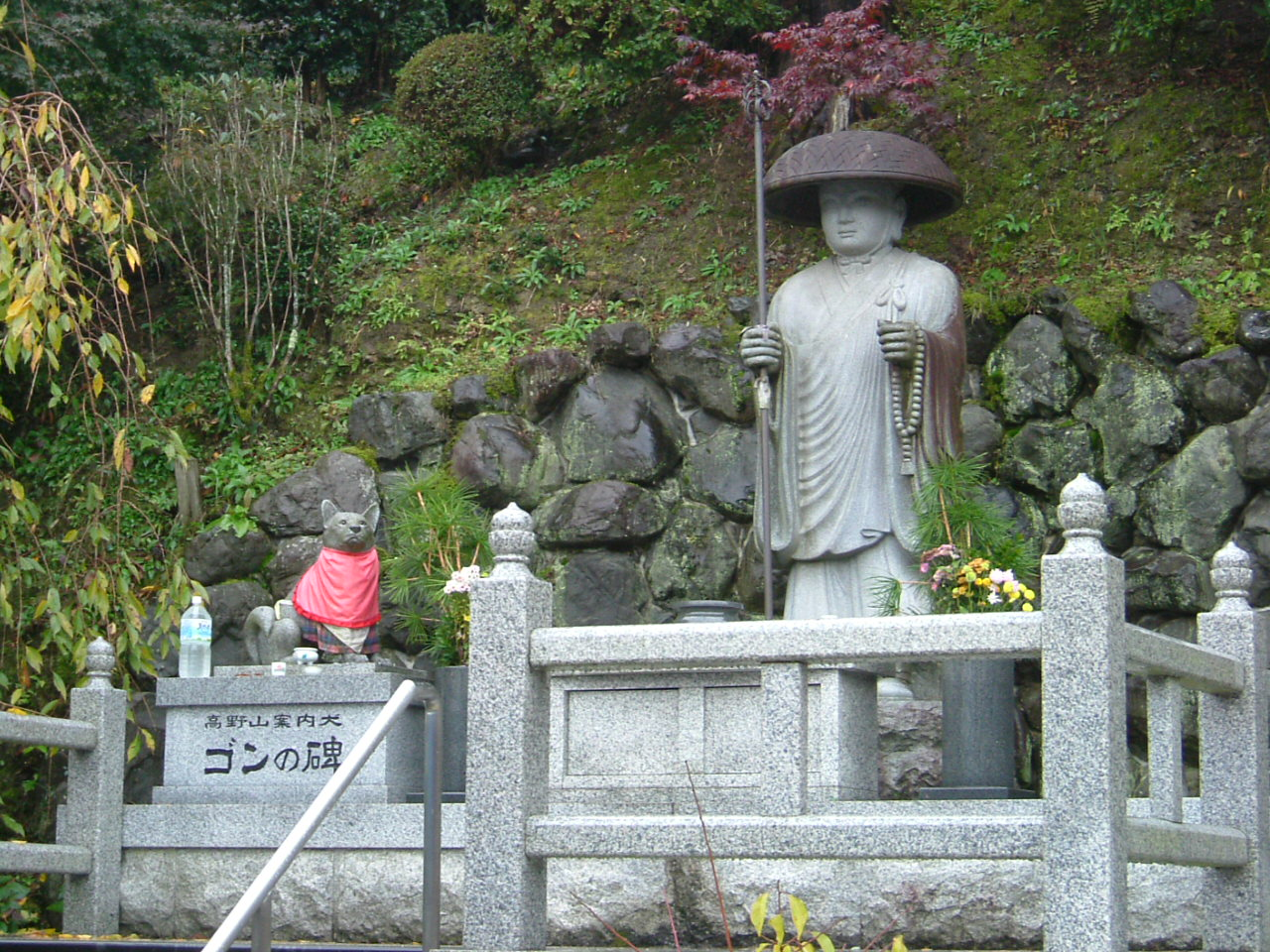
弘法大師と案内犬ゴンの像

## 文化財

### 国宝
- 木造弥勒仏坐像 - 1963年（昭和38年）7月1日、国宝（彫刻）に指定[6]。如来形の弥勒仏の像で[7]、像高は91cm。右手を挙げ（施無畏印）、左手を膝上に置く（与願印）如来像通有の印を結ぶ。下ぶくれの頭部、重々しい面相、量感のある体躯表現、大ぶりに刻まれた翻波式衣文（ほんぱしきえもん、大波と小波を交互に刻む様式）などに平安時代初期彫刻の特色が現れている。組んだ両脚の前の裳先部分に寛平4年（892年）の墨書がある。この裳先部分は後補であるが、墨書はオリジナルの銘文を忠実に写したものと認められ、寛平4年の作であると認められている。在銘作品の少ない平安前期彫刻の基準作として重要である。長年秘仏として伝えられてきたため、光背、台座も当初のものが残されている。厳重な秘仏であったため、学術調査が実施されたのは第二次世界大戦後のことであり、1962年（昭和37年）に重要文化財、翌1963年（昭和38年）に国宝に指定された。開扉は21年に一度とされている（空海の命日が21日であることにちなむ）[8]。

### 重要文化財
- 弥勒堂 附：石造露盤宝珠 1組、棟札 17枚 - 「慈尊院弥勒堂」として、1965年（昭和40年）5月29日、重要文化財（建造物）に指定[9]。2004年（平成16年）7月、ユネスコの世界遺産『紀伊山地の霊場と参詣道』の一部として登録された[3]。
- 絹本著色弥勒菩薩像 - 1994年（平成6年）6月28日、重要文化財（絵画）に指定[10]。画面の損傷が著しいが、様式的に平安時代末期の作と認められる。像は膝上で定印（じょういん）を結んだ両手に宝塔を持した坐像で、背後には弥勒の住するとされる兜率天の四十九院にちなみ、49体の化仏を表す。画面四隅には金剛界曼荼羅の内供養四菩薩の種子（梵字）がある。平安時代にさかのぼる弥勒菩薩の独尊画像として唯一の存在である[11]。

### 国の史跡
- 境内 - 史跡「高野参詣道」を構成する「町石道」の一部として指定されている[1]。

※1977年（昭和52年）7月14日指定に指定名称「高野山町石道」として指定されたが、2016年10月24日に、三谷坂、京大坂道不動坂、黒河道、女人道が追加指定された際に、指定名称が「高野山町石道」から「町石道」に名称変更された。

### 和歌山県指定有形文化財
- 多宝塔 - 1994年（平成6年）4月20日指定[12]。
- 慈尊院築地塀（西門含む）・北門 - 室町時代の築地塀（西門含む）4棟および北門1棟。1993年（平成5年）4月13日指定[12]。築地塀は和歌山県で一番古く、また、厚さがある。
- 木造四天王立像 - 4躯。鎌倉時代の作。1994年（平成6年）4月20日指定[13]。

### 九度山町指定有形文化財
- 弥勒堂石灯籠 1基
- 五輪塔 2基
- 卒都婆型下乗石 1基- 平安時代に権僧正定海により建立。卒都婆型をしている。現在は下半分が埋まっている。

### 九度山町指定天然記念物
- 慈尊院のボダイジュ
- 慈尊院のナギ - 樹齢350年以上。

## 世界遺産
本堂の弥勒堂は、ユネスコの世界遺産『紀伊山地の霊場と参詣道』を構成する「高野山」の一部として登録されている。

## 前後の札所
仏塔古寺十八尊
5 霊山寺　-　6 慈尊院　-　7 神護寺
紀伊之国十三佛霊場
5 子安地蔵寺　-　6 慈尊院　-　7 禅林寺
伊都郡四国八十八ヵ所
1 慈尊院　-　2 勝利寺
神仏霊場巡拝の道
9 根来寺　-　10 慈尊院　-　11 丹生官省符神社

## 交通
- 南海高野線九度山駅から徒歩約25分 - 30分（約1.5キロメートル）

## 脚註
1. 1 2 3  “高野参詣道”. 国指定文化財等データベース.  文化庁. 2010年1月18日閲覧。
2. ↑  “慈尊院”.   和歌山県世界遺産協議会. 2020年12月15日閲覧。
3. 1 2 3  文化庁 (2006年9月26日). “条約上の資産種別と登録資産の国内法上の指定状況” (PDF). 文化審議会文化財分科会世界文化遺産特別委員会（第１回）議事次第.   文化庁. 2013年1月20日時点のオリジナルよりアーカイブ。2013年10月2日閲覧。
4. ↑  世界遺産登録推進三県協議会（三重県・奈良県・和歌山県）、2005、『世界遺産 紀伊山地の霊場と参詣道』、世界遺産登録推進三県協議会、pp.39,75
5. ↑  『週刊朝日百科 日本の美術40』、pp.3-314, 3-315（解説執筆は林温、井上正）
6. ↑  “木造弥勒仏坐像”. 国指定文化財等データベース.  文化庁. 2010年1月18日閲覧。
7. ↑  弥勒像には如来形（弥勒仏）と菩薩形（弥勒菩薩）がある。「弥勒仏」とは、弥勒菩薩の成道（長い修行の後、悟りを開く）後の姿を表したもので、弥勒菩薩とは異なり、装身具等を身に着けていない。
8. ↑  『週刊朝日百科 日本の美術40』、p.3-315（解説執筆は井上正）
9. ↑  “慈尊院弥勒堂”. 国指定文化財等データベース.  文化庁. 2010年1月18日閲覧。
10. ↑  “絹本著色弥勒菩薩像”. 国指定文化財等データベース.  文化庁. 2010年1月18日閲覧。
11. ↑  「新指定の文化財」『月刊文化財』370、1994、第一法規、pp.12 - 13
12. 1 2  “県指定文化財・有形文化財・建造物”.   和歌山県教育委員会. 2013年10月2日閲覧。
13. ↑  “県指定文化財・有形文化財・美術工芸品”.   和歌山県教育委員会. 2013年10月2日閲覧。
14. ↑  “登録資産目録”.   和歌山県世界遺産協議会. 2020年12月15日閲覧。